# 인지주의
인지주의는 인간을 사고하는 존재로 전제하여 인간의 내부에서 일어나는 능동적인 사고 과정과 인간 내부의 인지 구조를 중시하는 것이다. 따라서 인지주의는 결과보다는 과정을 중시하며 정보가 뇌속에 어떠한 과정을 통해 저장이 되는 지에 대한 이론이다. 인지주의 이론에는 형태주의 심리학, 정보처리 이론, 스키마 이론, 장 이론, 기호형태설 등이 있다.
인지주의는 행동주의와는 다르게 '자극 → 정보처리 → 반응'이라는 새로운 틀을 만들면서 행동주의 틀로는 풀어낼 수 없었던 상황을 설명할 수 있게 만들었다.

## 학습이론
인지주의 학습이론(認知主義學習理論)은 아직 경험하지 못한 상황에 적절히 대처하는 행동은 외부 환경에서 필요한 정보를 능동적으로 수집하여 인지함으로써 이루어진다는 학습 이론이다. 행동주의에서의 그것처럼 학습이 반드시 자극과 반응 사이의 관계에 따라 이루어지는 것은 아님을 강조하고있다.

#### 정보처리이론
정보처리이론에서는 인간의 학습과정을 컴퓨터의 정보처리과정으로 이해하고 분석한다. 대표적으로는 앨킨슨과 쉬프린 모형, 포섭이론이 있다.

##### 앨킨슨과 쉬프린 (Atkinson & Shiffrin) 모형

앨킨슨과 쉬프린 모형

#### 포섭이론(Subsumption Theory)
포섭이론에서 의미 있는 학습은 인간이 가진 인지구조에 새 정보를 연관시킬 때 일어난다.

## 자동적 사고
인지주의관점에서는 결코 행동을 간과하지 않으며 이러한 맥락에서 행동을 야기하는 근본적인 인지와의 상호관계를 상정함으로써 기존의 인지기능으로 신념화된 과정에 개입된 자동적 사고(automatic thought 또는 Automatic negative thoughts ,ANT)와 이에대한 행동과 함께 보다 균형적이고 긍정적인 신념의 재구성을 주의 깊게 다루기위해 행동의 기본단위를 고려한다.

## 한계점
인지주의는 행동주의와 같은 맥락으로 지식은 존재한다고 믿고 그 지식을 어떻게 효율적으로 전할 것인가에만 관심을 갖는다는 비판을 받는다.

## 같이 보기
- 관찰 학습
- 정신물리학
- 인지행동치료